# Abraham Kollanius
Abraham Kollanius, född i början av 1600-talet, troligen i Karkku, Satakunda, död 1667, var en finländsk lagöversättare. 
Kollanius studerade vid Uppsala universitet och Kungliga Akademien i Åbo samt blev 1643 vid Kungliga Akademien i Åbo promoverad till filosofie magister. År 1645 började han en översättning av lagen till finska, omfattande landslagen, stadslagen, rättegångsordinantien, processen och domarreglerna. Sedan arbetet fortgått i tre års tid, översände han manuskriptet till regeringen i Stockholm. Regeringen infordrade utlåtande av Åbo hovrätt, som tillsatte en särskild kommission för att granska arbetet. Inom kommissionen var meningarna om manuskriptets värde delade, och Kollanius lagöversättning förblev otryckt. 